# Alfa Romeo Alfa 6
Alfa Romeo Alfa 6 (Серия 119) — автомобиль бизнес-класса, выпускавшийся итальянской автомобилестроительной компанией Alfa Romeo в 1979—1986 годах.

## История
С выходом на рынок в 1979 году Alfa 6 стала флагманом в линейке автомобилей Alfa Romeo. Четырёхдверный кузов был довольно обычным и схожим по стилю с уже существующей Alfa Romeo Alfetta. Фактически, оба автомобиля имеют огромное количество схожих деталей, включая дверные панели. Дизайн Alfa 6 разработан до выхода Alfa Romeo Alfetta, но во время топливного кризиса 1973 года дальнейшие разработки были отложены, и дебют состоялся лишь в 1979 году. Дизайн кузова не имел особых аэродинамических качеств, но Коэффициент сопротивления формы был довольно хорош: 0.41. Новый 2,5-литровый двигатель V6 имел мощность 158 л. с. (116 кВт) при 5600 об/мин, в его конструкции применены шесть карбюраторов и один распределительный механизм с одним распределительным валом для всех шести цилиндров. Модель была оснащена электростеклоподъёмниками, усилителем рулевого управления, центральным замком, электрическими зеркалами заднего вида, а также 25%[уточнить] Дифференциал с повышенным внутренним сопротивлением входили в стандартную комплектацию. Все эти опции сделали Alfa 6 конкурентоспособной по цене по сравнению с обычными седанами того времени, когда такие дополнительные опции были довольно дорогими. Автомобиль также установил новые стандарты безопасности. Например, модель оснащалась датчиком удара в багажнике, который при ударе прекращал подачу топлива.
Двигатель и трансмиссия находились спереди, а дифференциал сзади. Alfa 6 имела подвеску «de Dion» сзади, и независимую спереди, коробка передач также находилась спереди машины. Трёхступенчатый автомат от ZF был доступен как дополнительная опция, а гидроусилитель от ZF был первым, устанавливаемым на Alfa Romeo.

## Рестайлинг
В 1983 году модель была обновлена. Головной свет был изменён и приобрёл два ряда фар вместо одного. Были установлены новые бампера, новая решётка радиатора и новый задний свет. Небольшим изменениями был подвергнут и салон автомобиля. Под капотом была заменена проблемная механическая часть двигателя — шесть карбюраторов. Они были заменены на инжекторную систему L-Jetronic от Bosch. Данный рестайлинг ознаменовал выход двух новых двигателей: 2-литровую версию V6 (с карбюраторами) и 2,5-литровый пятицилиндровый турбодизельный двигатель от VM.
Концепт Alfa Romeo Delfino от Bertone 1983 года был построен на базе Alfa 6.
- Alfa 6 первой и второй серии

## Двигатели
| Модель               | Двигатель            | Объём                                   | Мощность                  | Крут. момент             | Годы пр-ва           |
| Бензиновые двигатели | Бензиновые двигатели | Бензиновые двигатели                    | Бензиновые двигатели      | Бензиновые двигатели     | Бензиновые двигатели |
| -------------------- | -------------------- | --------------------------------------- | ------------------------- | ------------------------ | -------------------- |
| Alfa 6 2.0 V6        | V6                   | 1,997 см³ (6 карбюраторов от Dell’Orto) | 135 л.с. при 5,600 об/мин | 178 Н/м при 4,500 об/мин | 1983-1986            |
| Alfa 6 2.5           | V6                   | 2,492 см³ (6 карюраторов от Dell’Orto)  | 160 л.с. при 5,800 об/мин | 219 Н/м при 4,000 об/мин | 1979-1982            |
| Alfa 6 2.5 V6 QO     | V6                   | 2,492 см³ (Bosch L-Jetronic)            | 158 л.с. при 5,600 об/мин | 215 Н/м при 4,000 об/мин | 1983-1986            |
| Дизельный двигатель  |                      |                                         |                           |                          |                      |
| Alfa 6 2.5 TD        | I5                   | 2,494 куб.см. VM Турбодизель            | 105 л.с. при 4,300 об/мин | 206 Н/м при 2,400 об/мин | 1983-1986            |

## Статистика
- Всего было выпущено: 12,070
  - С 2.5 л. V6 карбюраторным бензиновым двигателем: 5,748
  - с 2.5 л. V6 инжекторным бензиновым двигателем: 1,574
  - с 2.0 л. V6 бензиновым двигателем: 1,771
  - с 2.5 л. VM турбодизельным двигателем: 2,977